# Edwar al-Charrat
Edwar al-Charrat (arabisch إدوار الخراط, DMG Idwār al-Ḫarrāṭ; * 16. März 1926 in Alexandria; † 1. Dezember 2015 in Kairo) war ein ägyptischer Schriftsteller.

## Leben
Nach Abschluss eines Jura-Studiums arbeitete al-Charrat in verschiedenen Bereichen, darunter Banken, Versicherungen und als Journalist. Sein Engagement lag dabei von Anfang an bei afro-asiatischen Schriftstellerorganisationen.
Ende der 1940er Jahre engagierte er sich politisch in der „Nationalen Bewegung“ Ägyptens, woraufhin er unter König Faruk zwei Jahre lang in den Konzentrationslagern Abukir und Tur verbringen musste.
Nach seiner Haftentlassung begann er in Kairo als Romanautor zu arbeiten. Daneben schrieb er Kurzgeschichten und wirkte als Kritiker, Übersetzer und Herausgeber. Sein Werk umfasst drei Bände mit Kurzgeschichten und etwa zehn Romane, von denen nur wenige auf Deutsch erschienen sind.
1999 erhielt er den Nagib-Mahfuz-Preis der Amerikanischen Universität in Kairo; 2004 war al-Charrat Gast der Arabischen Liga bei der Frankfurter Buchmesse.

## Werke (Auswahl)
- 1959: Hohe Mauern, Erzählungen
- 1985: Safranerde (Turabha za’faran)
- 2000: Die Steine des Bobello